# Bohr-sugár
Az atomfizikában a Bohr-sugár (jelölése gyakran {\displaystyle a_{0}}, vagy {\displaystyle r_{Bohr}}) egy fizikai állandó, mely közelítőleg egy alapállapotú hidrogénatom atommagjának és elektronjának legvalószínűbb távolságával egyenlő. Értéke: 5,2917721067(12) × 10−11 m.
Az állandót Niels Bohr dán fizikusról, a Bohr-atommodell megalkotójáról nevezték el.

## Definíciója
A Bohr-sugár SI egységekkel kifejezve:
{\displaystyle a_{0}={\frac {4\pi \varepsilon _{0}\hbar ^{2}}{m_{\mathrm {e} }e^{2}}}={\frac {\hbar }{m_{\mathrm {e} }\,c\,\alpha }}},
ahol
{\displaystyle a_{0}} a Bohr-sugár,
{\displaystyle \varepsilon _{0}\ } a vákuum dielektromos állandója,
{\displaystyle \hbar \ } a redukált Planck-állandó,
{\displaystyle m_{\mathrm {e} }\ } az elektron nyugalmi tömege,
{\displaystyle e\ } az elemi töltés,
{\displaystyle c\ } a vákuumbeli fénysebesség,
{\displaystyle \alpha \ } pedig a finomszerkezeti állandó.

## Alkalmazása
A Bohr-modell feltételezése szerint az elektron az atommag körül adott energiaszintű pályákon tartózkodhat. Egy energiaszinthez megadható, hogy ebben tartózkodva milyen az elektron és az atommag közötti legvalószínűbb távolság. A legegyszerűbb atomban, a hidrogénben, mely egyetlen elektron és egyetlen proton kötött rendszere, a legalacsonyabb betölthető energiaszinthez tartozó ilyen legvalószínűbb elektron-proton távolság maga a Bohr-sugár. A modell értelmében a pályák különböző lehetséges sugarai:
{\displaystyle r_{n}=a_{0}\cdot n^{2}={\frac {\hbar n^{2}}{m_{\mathrm {e} }\,c\,\alpha }}},
azaz a magasabb energiaszintek elektron-proton távolsága a Bohr-sugár és az {\displaystyle n} főkvantumszám négyzetének szorzata.
Fontos megjegyezni, hogy a Bohr-sugár az elektron proton körüli radiális valószínűségi sűrűségfüggvényének legnagyobb valószínűségű távolságát adja meg, mely azonban nem esik egybe az eloszlás várható értékével. A sűrűségfüggvény hosszú térbeli lecsengése miatt a várható proton-elektron távolság egy alapállapotú hidrogénatomban mintegy másfélszerese a Bohr-sugárnak.

### Redukált Bohr-sugár
Mivel a Bohr-sugár megadásakor az elektron {\displaystyle m_{e}} nyugalmi tömegével számoltak, nem pedig a kéttestproblémában megadható redukált tömeggel, (azaz a magot álló helyzetűnek feltételezték) a klasszikus Bohr-sugár nem egészen pontosan adja meg a hidrogénatom alapállapoti elektron-proton távolságát: a mérésekhez képest ~0,1%-ot téved. A redukált Bohr-sugár definíciójában a redukált tömeget veszik figyelembe, mely pontosabban illeszkedik a tapasztalatokhoz.
A redukált Bohr-sugár a következőképpen adható meg:
{\displaystyle \ a_{0}^{*}\ ={\frac {\lambda _{\mathrm {p} }+\lambda _{\mathrm {e} }}{2\pi \alpha }},}
ahol {\displaystyle \lambda _{p}} a proton, {\displaystyle \lambda _{e}} pedig az elektron Compton-hullámhossza, {\textstyle \alpha \approx {\frac {1}{137}}} pedig a finomszerkezeti állandó.

## Fordítás
Ez a szócikk részben vagy egészben  a   Bohr radius című angol Wikipédia-szócikk ezen változatának fordításán alapul.  Az eredeti cikk szerkesztőit annak laptörténete sorolja fel. Ez a jelzés csupán a megfogalmazás eredetét és a szerzői jogokat jelzi, nem szolgál a cikkben szereplő információk forrásmegjelöléseként.

### Szakkönyvek
- Griffiths, David. Introduction to quantum mechanics (angol nyelven). Prentice Hall (1995). ISBN 0-13-124405-1
- Sólyom Jenő: A modern szilárdtest-fizika alapjai II: Fémek, félvezetők, szupravezetők. Budapest: ELTE Eötvös Kiadó. 2010.  ISBN 9789633120286

### Ismeretterjesztő weblapok
- Kvantummechanikai bevezető példák - Bohr-féle hidrogénmodell. Fizipédia | http://fizipedia.bme.hu. (Hozzáférés: 2017. június 2.)